# کارگروه مهندسی اینترنت
کارگروه مهندسی اینترنت (به انگلیسی: Internet Engineering Task Force) (به اختصار IETF)، سازمانی است که استانداردهای اینترنت را ایجاد کرده و بهبود می‌بخشد. این گروه با کنسرسیوم وب جهان‌شمول موسوم به W3C و سازمان بین‌المللی استانداردسازی موسوم به ISO/IEC همکاری نزدیکی داشته و به‌طور ویژه بر روی مجموعه پروتکل اینترنت کار می‌کند. این گروه یک مؤسسه استاندارد باز بوده که هیچ عضویت رسمی یا شرایط عضویتی ندارد. همه شرکت کنندگان و مدیران داوطلب هستند، هرچند معمولاً کار آن‌ها به‌وسیلهٔ کارفرمایان یا حامیانشان از نظر مالی پشتیبانی می‌شود. برای مثال، رئیس فعلی به‌وسیله وری‌ساین و آژانس امنیت ملی دولت ایالات متحده آمریکا پشتیبانی می‌شود.

## سازمان
کارگروه مهندسی اینترنت از تعداد زیادی گروه‌های کاری و گروه‌های مباحثه‌ای (به انگلیسی: informal discussion groups (BoF)) تشکیل شده‌است که هرکدام به مقولهٔ خاصی می‌پردازند. هر گروه برای انجام دادن وظیفه‌ای تشکیل شده‌است و پس از پایان مأموریت منحل می‌شود.
هر گروه شامل یک رئیس و یک شخصیت برای توصیف موضوع کاری گروه و اینکه محصول چه باشد و کی آماده گردد، تشکیل شده.

ورود به این سازمان برای عموم آزاد است. کلیهٔ مباحث انجام شده در این سازمان در یک گروه ایمیلی باز منتشر می‌گردد، عضویت در این گروه ایمیلی یکی از اساسی‌ترین مباحث ساختاری این سازمان است. حق عضویت برای ورود به فهرست ایمیل این سازمان ۶۵۰ دلار کانادا است.
گروه‌های کاری این سازمان بر اساس موضوع بحث خود در فضاها کاری گوناگونی سازمان دهی می‌شوند. هم اینک فضاهای کاری این سازمان شامل: برنامه کاربردی؛ عمومی؛ اینترنت؛ عملیات و مدیریت؛ برنامه‌های بی درنگ و مدیریت؛ راه گزینی؛ امنیت و حمل و نقل است.

## مدیران
- مایک کوریگان (۱۹۸۶)
- فیل گروس (۱۹۸۶–۱۹۹۴)
- پائول موکاپتریس (۱۹۹۴–۱۹۹۶)
- فرد بیکر (۱۹۹۶–۲۰۰۱)
- هارالد توویت آلوستراند (۲۰۰۱–۲۰۰۵)
- برایان کارپنتر (۲۰۰۵–۲۰۰۷)
- راس هازلی (۲۰۰۷–۲۰۱۳)